# النوري الزرقاطي
النوري الزرقاطي ولد في 25 أغسطس 1937 في سوسة وتوفي في 12 أكتوبر 2014 في فرنسا، هو إحصائي واقتصادي وسياسي تونسي.

## السيرة الذاتية
تحصل النوري الزرقاطي على شهادة الدراسات المعمقة.

عمل بين 1968 و1987 في وزارة التخطيط كمدير عام للتخطيط، قبل أن يصبح كاتب عام. عين في 27 أكتوبر 1987 في منصب وزير المالية في حكومة زين العابدين بن علي ثم في حكومة الهادي البكوش وذلك حتى 11 أبريل 1989، أين أصبح وزيرا للفلاحة في حكومة البكوش ثم في حكومة حامد القروي، وبقي على رأس هذه الوزارة حتى 20 فبراير 1991. بين مايو 1991 ويونيو 1992 كان مدير الاتحاد التونسي للبنوك (حاليا مصرف تونس الخارجي) الواقع مقره في باريس. رجع في 9 يونيو 1992 ليصبح وزيرا للمالية في حكومة حامد القروي وذلك حتى 22 يناير 1997. إثر مغادرته للوزارة عاد لإدارة الاتحاد التونسي للبنوك وذلك حتى 2 أغسطس 2002 أين عين رئيس مجلس مراقبة البنك الوطني الفلاحي، ثم في 3 أغسطس عين كرئيس مدير عام الشركة التونسية للبنك لمدة خمسة أشهر.

كان كذلك كاتب لدى مجلة ريالتي أين نشر عددًا من دراساته عن الإدارة النقدية والائتمان. 

توفي في 12 أكتوبر 2014 في أحد مستشفيات فرنسا.

## روابط خارجية
- مقالات النوري الزرقاطي (بالفرنسية).